# Renault Vesta
Renault Vesta war der Name einer Konzeptfahrzeug-Baureihe des französischen Automobilherstellers Renault. Sie wurde ab 1979 als viersitzige Kombilimousine mit Ottomotor eines Kleinstwagens mit einem Verbrauch von höchstens drei Liter Benzin auf 100 Kilometern etabliert.
Der Name ist ein Akronym aus Véhicule Econome de Systèmes et Technologies Avancées und gleichzeitig eine Anspielung auf die Göttin Vesta.
Die Karosserie gestaltete der damals schon renommierte Robert Opron.

## Baureihen

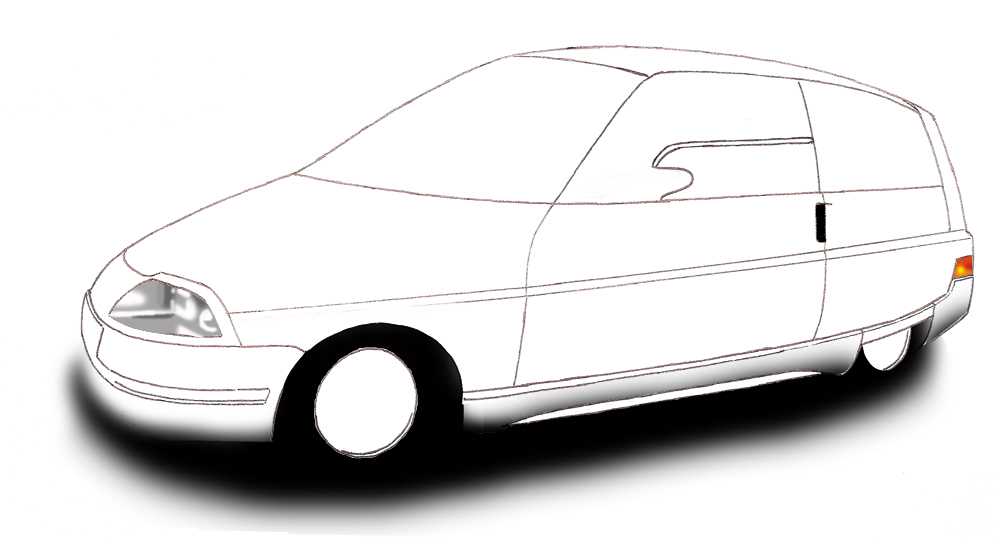
Renault Vesta II – einziges Modell

Schließlich stellte man von der einzigen zum Prototypen fertig entwickelten Baureihe Renault Vesta II sechs Fahrzeuge her.
Das Modell war 3,54 m lang, 1,54 m breit und 1,30 m hoch. Es erhielt einen Ottomotor mit 716 cm³ Hubraum sowie 20 kW (27&;PS) Leistung und wog leer nur 473 kg. Im Oktober 1987 maßen Journalisten eine Höchstgeschwindigkeit von gut 138 km/h.
Auf einer rund 600 Kilometer langen Testfahrt wurde im Mittel eine Geschwindigkeit von rund 101 km/h erzielt und je 100 Kilometer 1,94 Liter Benzin verbraucht. Auf dem Prüfstand betrug der Verbrauch 2,05 Liter bei konstanter Geschwindigkeit von 90 km/h, 2,78 bei konstanten 120 km/h und bis zu 3,66 Litern im Stadtverkehr.

## Greenpeace-Aktion zur IAA 1993
Den sechs Prototypen folgte letztlich keine weitere Entwicklung oder anderweitige Vermarktung durch den Hersteller. Stattdessen hatte Renault die Prototypen 1993 offenbar wieder demontiert, wie Greenpeace Deutschland auf Nachfrage im April 1993 mitgeteilt wurde. Einzige Ausnahme bildete das Exemplar im eigenen Museum Patrimoine bei Paris. Dieser Wagen wurde der Umweltorganisation mithilfe einer fingierten Stiftung für eine angebliche Ausstellung im Hotel SAS in Köln geliehen, von der es bei vorgespiegelten Außenaufnahmen entwendet wurde. Es blieb zunächst unauffindbar; am 9. September 1993 präsentierte Greenpeace es jedoch gegenüber dem Eingang zur Internationalen Automobil-Ausstellung 1993 in Frankfurt, um es anschließend im Rahmen einer Tournee in einem gläsernen Container an weiteren Orten auszustellen.